# フジニャーノ
フジニャーノ（伊: Fusignano）は、イタリア共和国エミリア＝ロマーニャ州ラヴェンナ県にある、人口約8,100人の基礎自治体（コムーネ）。

## 地理

### 位置・広がり

#### 隣接コムーネ
隣接するコムーネは以下の通り。
- アルフォンシーネ
- バニャカヴァッロ
- ルーゴ

### 気候分類・地震分類
フジニャーノにおけるイタリアの気候分類 (it) および度日は、zona E, 2464 GGである。
また、イタリアの地震リスク階級 (it) では、zona 2 (sismicità media) に分類される。

## 行政

### 分離集落
フジニャーノには、以下の分離集落（フラツィオーネ）がある。
- Maiano Monti, Maiano Nuovo, Rossetta, San Savino, Scambio

## フジニャーノ生まれの有名人
- アルカンジェロ・コレッリ(Arcangelo Corelli, Fusignano 1653年 - Roma 1713年)
- アリゴ・サッキ(Arrigo Sacchi, Fusignano 1946年 - )。サッカーイタリア代表監督(1991年から1996年)

## 姉妹都市
- Biddulph、イギリス 1986年

## ギャラリー

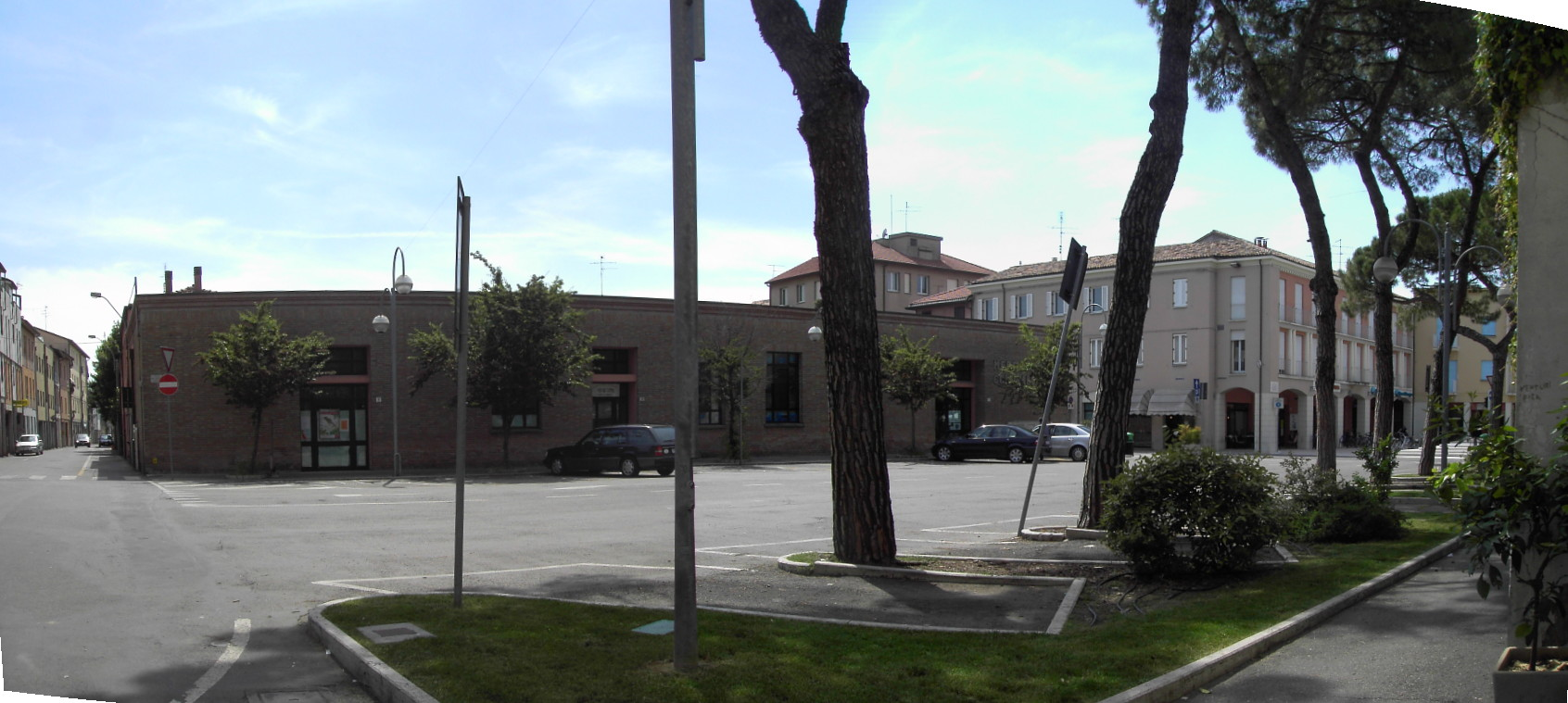
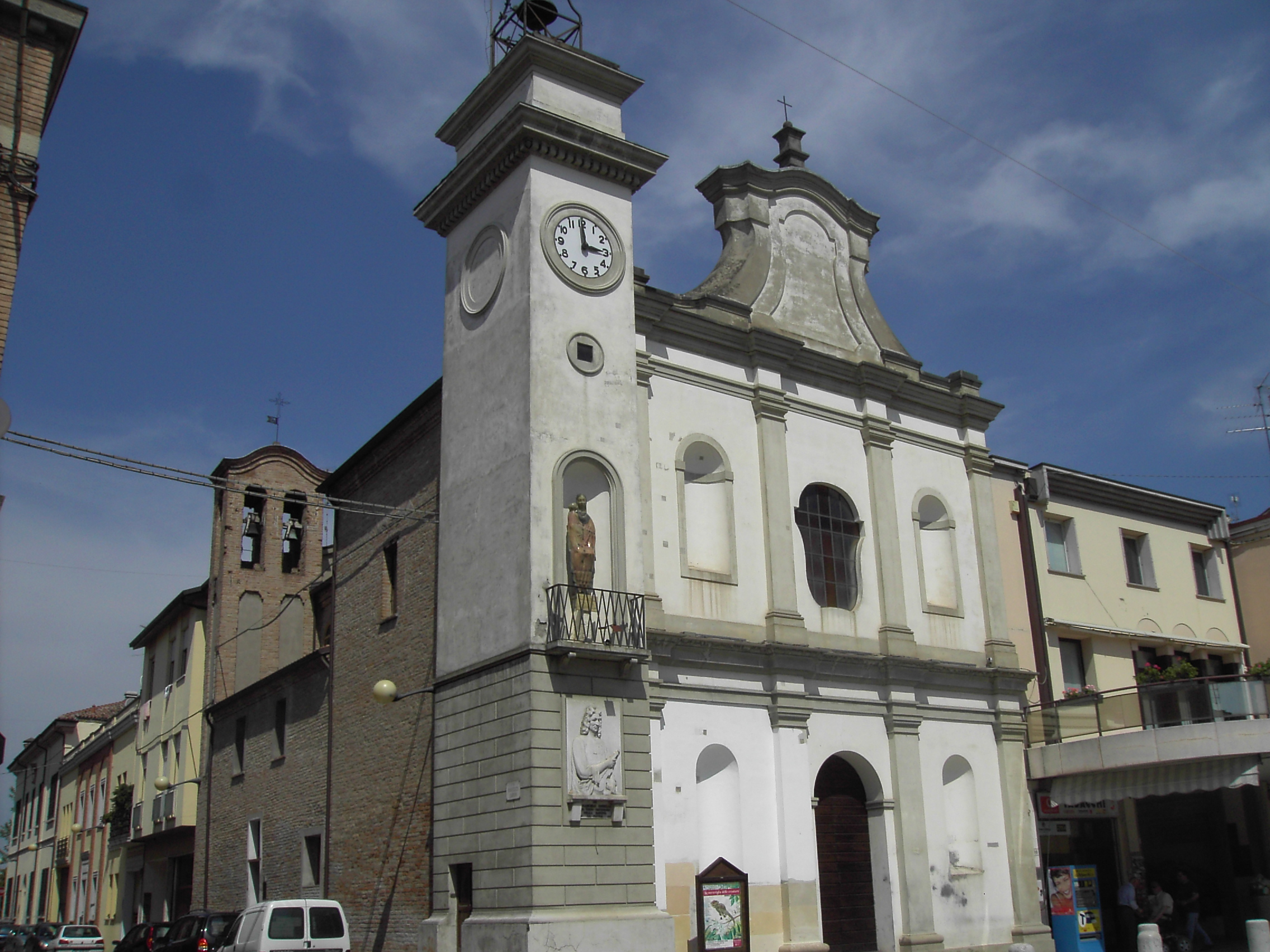
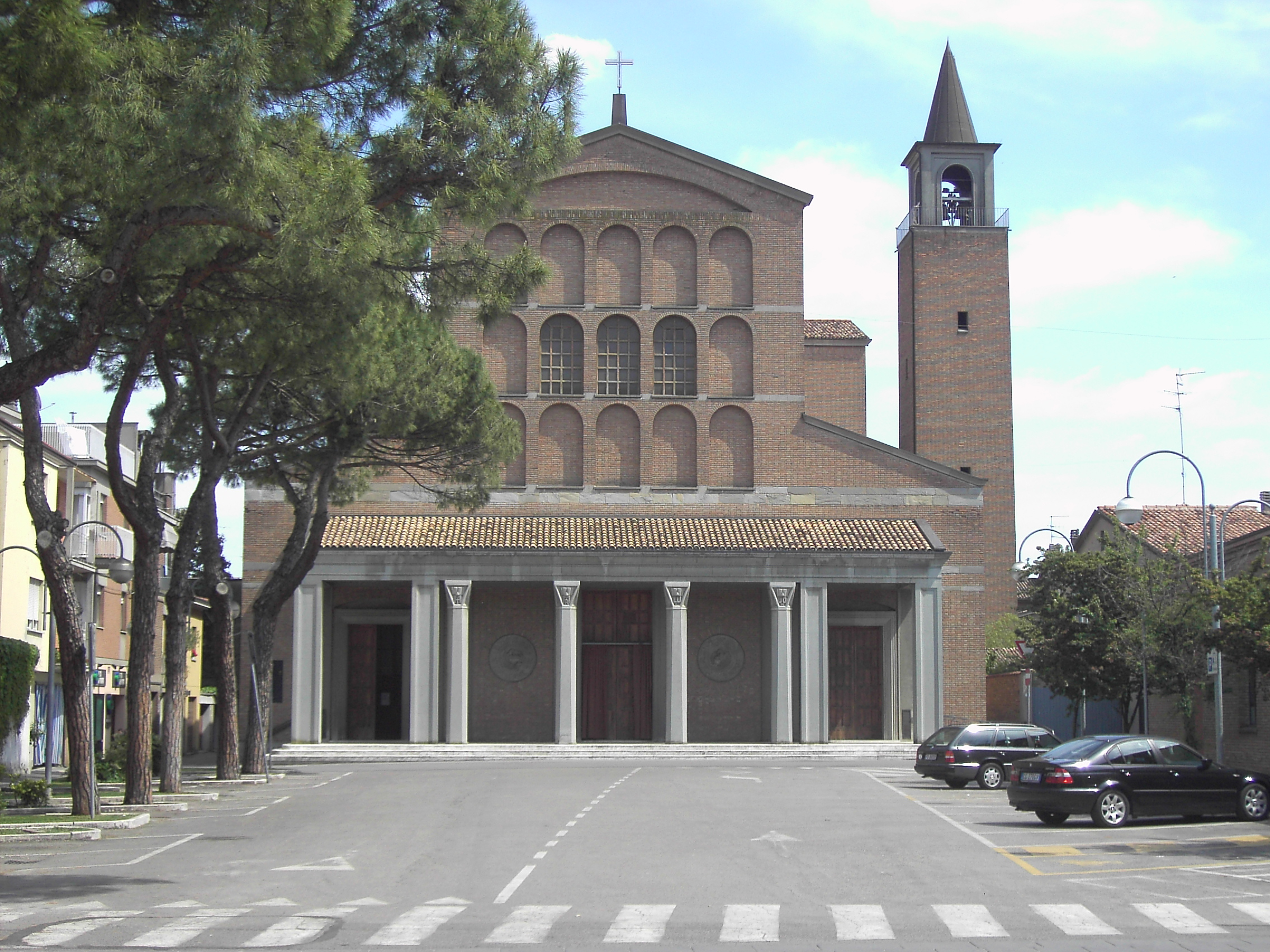
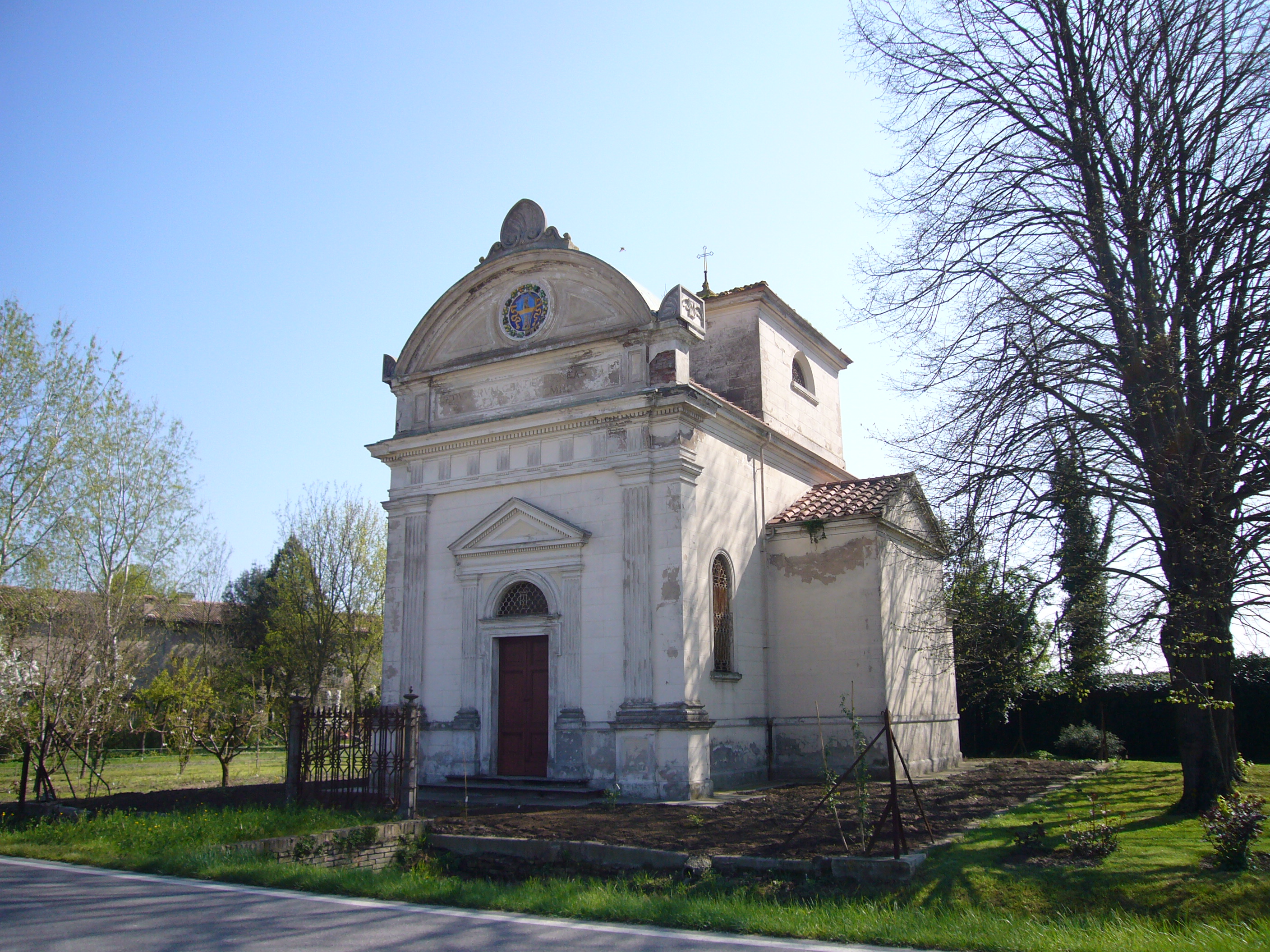